# Bakin Birgi
Bakin Birgi (auch Bakin Birdji, Bakinbirgi, Bakin Birji, Bakinbirji) ist ein Dorf in der Landgemeinde Olléléwa in Niger.

## Geographie

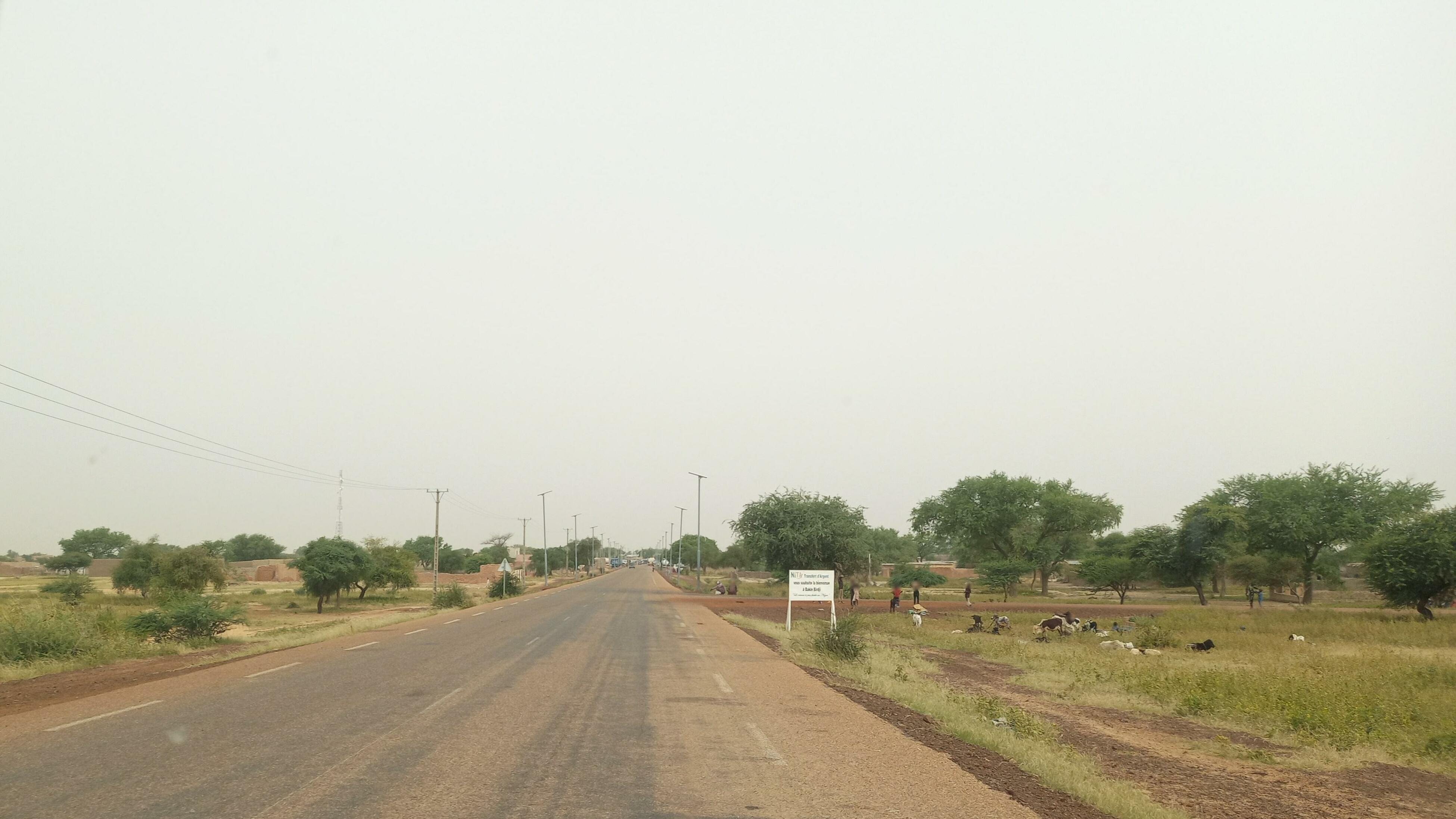
Südliche Ortseinfahrt von Bakin Birgi (2023)

Das von einem traditionellen Ortsvorsteher (chef traditionnel) geleitete Dorf liegt in der vor allem von Hausa besiedelten Landschaft Damergou. Durch Bakin Birgi verläuft die Nationalstraße 11, über die man Richtung Norden nach rund 43 Kilometern das Dorf Sabon Kafi und nach rund 87 Kilometern die Stadt Tanout erreicht. Richtung Süden führt in die Nationalstraße 11 in die knapp 50 Straßenkilometer entfernte Großstadt Zinder. Bakin Birgi gehört zur Landgemeinde Olléléwa im Departement Tanout in der Region Zinder.
Bakin Birgi ist Teil der Übergangszone zwischen Sahara und Sahel. Die durchschnittliche jährliche Niederschlagsmenge beträgt hier zwischen 200 und 300 mm.

## Geschichte
Bei einem nach der Ernährungskrise von 2005 von der dänischen Sektion von CARE International von 2006 bis 2009 durchgeführten Projekt zur Vorbeugung und Bewältigung von Ernährungskrisen wurde in Bakin Birgi wie in 50 weiteren Orten in Niger ein gemeinschaftliches Frühwarn- und Notfallsystem aufgebaut. Der staatliche Stromversorger NIGELEC elektrifizierte das Dorf ab 2013.

## Bevölkerung

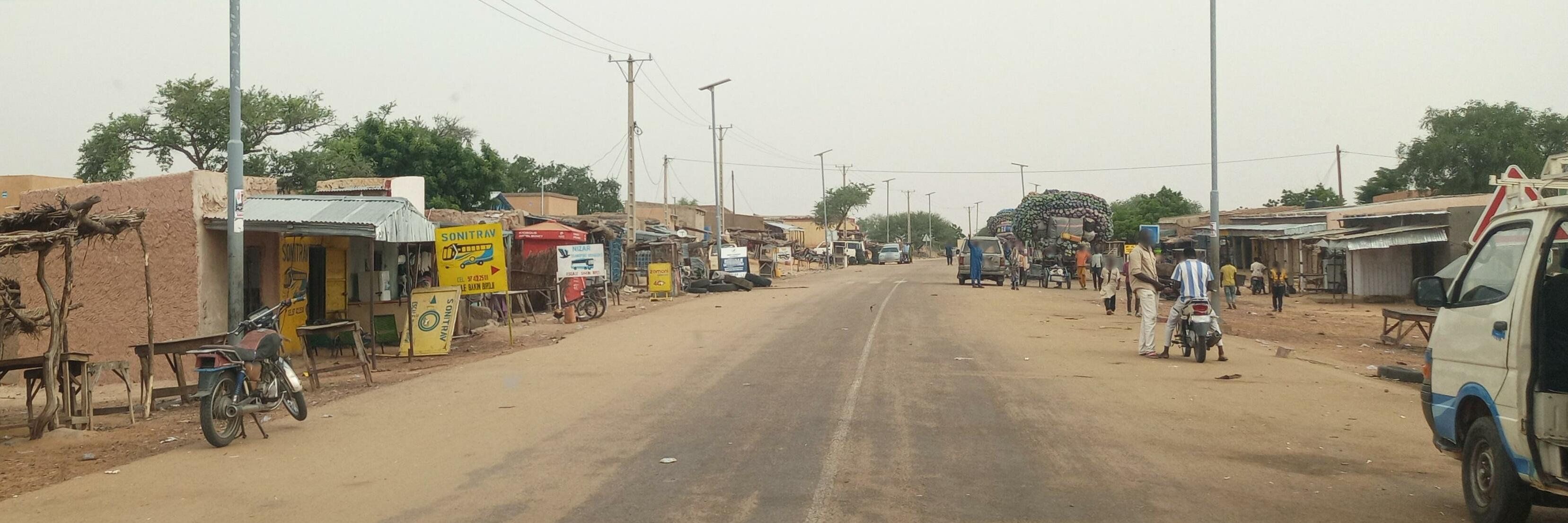
Straßenszene in Bakin Birgi (2023)

Bei der Volkszählung 2012 hatte Bakin Birgi 6702 Einwohner, die in 1026 Haushalten lebten. Bei der Volkszählung 2001 betrug die Einwohnerzahl 5456 in 953 Haushalten und bei der Volkszählung 1988 belief sich die Einwohnerzahl auf 3936 in 791 Haushalten.
Die Bevölkerungsdichte in diesem Gebiet ist mit 10 bis 20 Einwohnern je Quadratkilometer relativ gering.

## Kultur und Sehenswürdigkeiten
Nach Plänen von Elhadji Harouna Maïkano wurde 1998 eine Moschee erbaut.

## Wirtschaft und Infrastruktur
Die Bevölkerung bestreitet ihren Lebensunterhalt hauptsächlich durch Ackerbau. Die Siedlung liegt in einem Gebiet des Übergangs zwischen der Naturweidewirtschaft des Nordens und des Ackerbaus des Süden, was zu Landnutzungskonflikten führt. Im Dorf gibt es einen bedeutenden Viehmarkt. Ihm angeschlossen ist ein Markt für Getreide und diverse andere Waren. Der Markttag ist Montag. Das staatliche Versorgungszentrum für landwirtschaftliche Betriebsmittel und Materialien (CAIMA) unterhält eine Verkaufsstelle im Ort. Für die Bevölkerung steht ein Gesundheitszentrum einschließlich einer Entbindungsstation zur Verfügung. Es besteht seit dem Jahr 1960.
Der CEG Bakin Birgi ist eine Schule der Sekundarstufe des Typs Collège d’Enseignement Général. Das Berufsausbildungszentrum Centre de Formation aux Métiers de Bakin Birgi (CFM Bakin Birgi) bietet Lehrgänge in Land-, Forst- und Weidewirtschaft, Metallbau, familiärer Wirtschaft und Tischlerei an.
Etwa sechs Kilometer südlich von Bakin Birgi befindet sich eine Erdölraffinerie der Société de Raffinage de Zinder (SORAZ). Den Grundstein für die Raffinerie legte 2008 Staatspräsident Mamadou Tandja. Sie nahm am 28. November 2011 ihren Betrieb auf und hat eine Produktionskapazität von einer Megatonne im Jahr. Hier wird das bei Agadem geförderte Erdöl verarbeitet. Die Niederschlagsmessstation von Bakin Birgi liegt auf 467 m Höhe und wurde 1977 in Betrieb genommen.